# Ranto Panjang
Ranto Panjang is een bestuurslaag in het regentschap Mandailing Natal van de provincie Noord-Sumatra, Indonesië. Ranto Panjang telt 1858 inwoners (volkstelling 2010).